# ريبيكا ألين
ريبيكا ألين (بالإنجليزية: Rebecca Allen) هي فنانة تنصيبية أمريكية، ولدت في 1954.